# Nagy Hadronütköztető

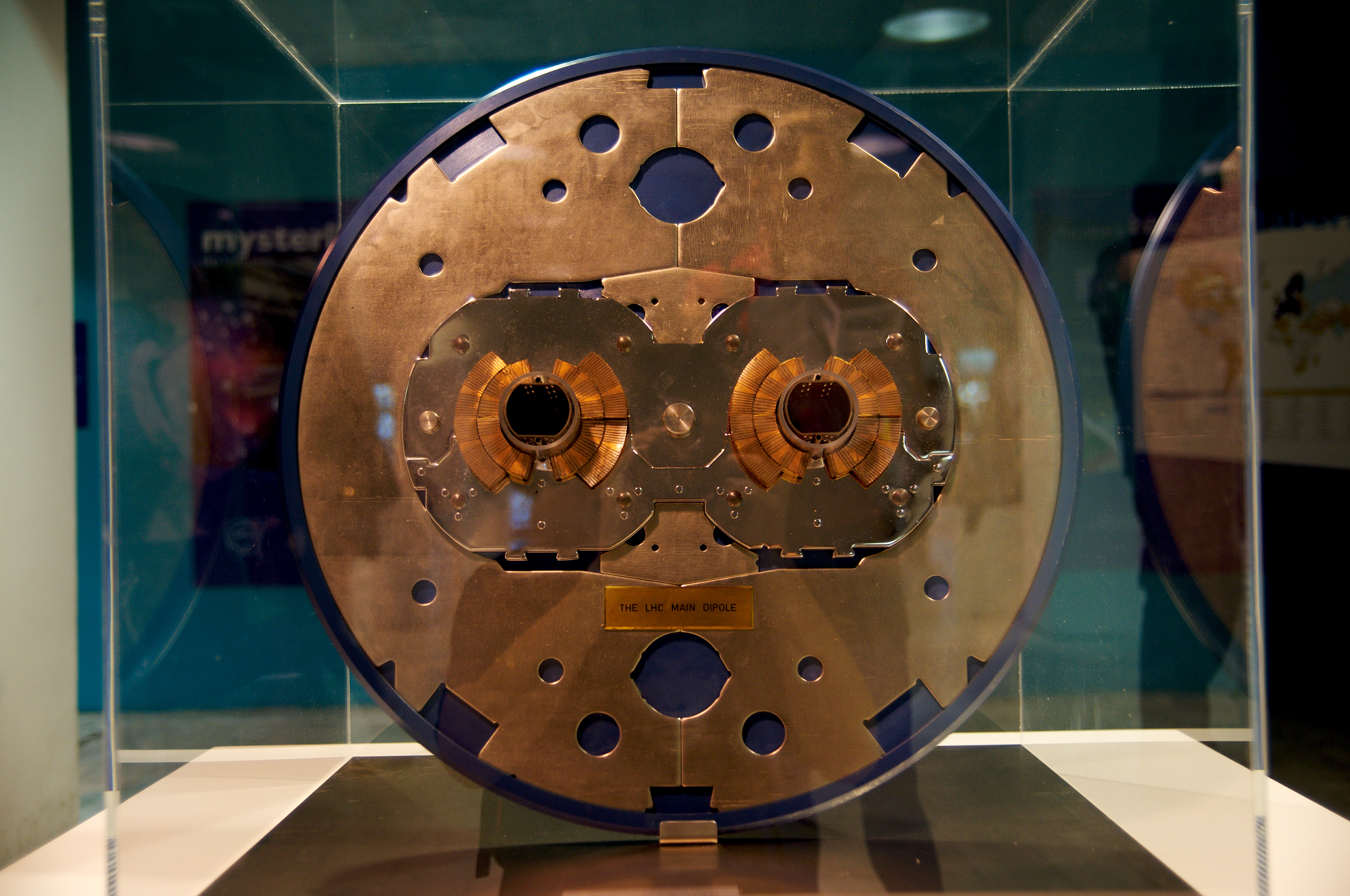
Az LHC dipólmágnese, jól látható a két nyalábcső helye

A Nagy Hadronütköztető (LHC: Large Hadron Collider) a CERN 2008-ban átadott részecskegyorsítója és ütköztetőgyűrűje, amely a 2000-ben leállított LEP 27 km kerületű alagútját használja fel. Több előgyorsító fokozat után ebben a gyorsítóban fognak végleges 7 TeV‑os energiájukra gyorsulni a protonok (illetve időszakonként ólomionok) mindkét körüljárási irányban. Ezután a protonnyalábok több órán keresztül keringenek majd egymással szemben, és a gyorsító kerületén található detektorok közepén az egymással szemben keringő protonnyalábok pályáját úgy módosítják majd, hogy ott proton–proton ütközések fognak történni. A sikeres nyalábtesztek után. 2008. szeptember 10-én kezdte meg a működését. Az ütköző részecskék energiáját az elindítás után fokozatosan növelik, s amikor eléri a végleges, 7 TeV energiát, ez lesz a legnagyobb energiájú gyorsító.

## A kísérlet kutatási céljai

A Higgs bozon egyik várható keletkezési módjának Feynman-gráfja. Itt két kvark kibocsát egy W‑ vagy Z‑bozont, amelyek semleges Higgst hoznak létre.

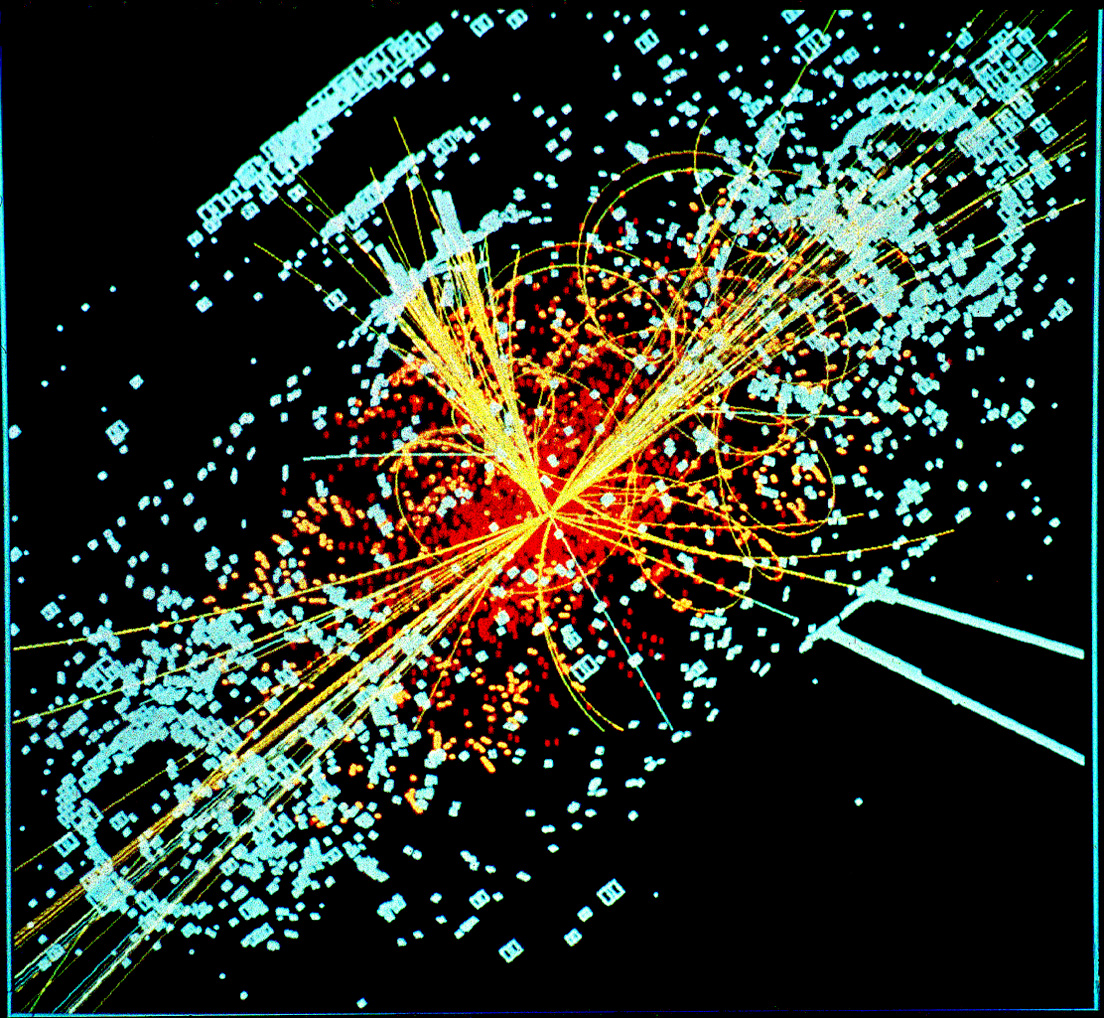
A CMS szimulált eseménye, talán ilyennek fogjuk „látni” a Higgs-bozont. Az LHC-ben jóval több nyom lesz az egyes eseményeknél, mint annak idején a LEP-nél. Ott ugyanis leptonokat ütköztettünk, itt pedig kvarkokból álló hadronokat fogunk.

Működése során nagyjából 80 állam 7000 fizikusa fog hozzáférni az LHC-hez. A fizikusok azt remélik, hogy közelebb jutnak a következő kérdések megválaszolásához az LHC kísérleteivel:
- Sérül-e a népszerű Higgs-bozon elmélet, amely magyarázattal szolgálhat az elemi részecskék tömegére? Ha nem, hányféle Higgs-bozon van, és mekkorák a tömegeik?
- Továbbra is összhangban lesz a barionok még pontosabban mért tömege a részecskefizika standard modelljével?
- Léteznek-e a jelenleg ismert részecskéknek szuperszimmetrikus („SUSY”) partnerei?
- Miért van több anyag, mint antianyag?
- Léteznek-e extra dimenziók, ahogy a húrelmélet ihlette modellek jósolják, és „látjuk”-e őket?
- Milyen természetű az az anyag, amely a világegyetem tömegének 96%‑át alkotja, és a jelenlegi csillagászati megfigyelések számára elérhetetlenek (sötét anyag, sötét energia)?
- A gravitáció miért gyengébb nagyságrendekkel, mint a másik három alapvető kölcsönhatás?

## A gyorsító elhelyezkedése
A gyorsító egy 27 km kerületű kör alakú föld alatti alagútban helyezkedik el, a felület domborzati viszonyaitól függően 50-150 méter mélyen. A korábbi nagy elektron–pozitron ütköztetőgyűrű (LEP) alagútját hasznosítja újra. A 3 méter átmérőjű alagút négy helyen keresztezi a svájci–francia határt; hosszának legnagyobb része francia területen fekszik. Az ütköztető maga ugyan a föld alatt helyezkedik el – mivel így csökkenthetők a területbérleti díjak és a mérést zavaró kozmikus sugárzás –, több felszíni épület is van, amelyek olyan kiegészítő berendezéseket tartalmaznak, mint a kompresszorok, a ventilátorok, a vezérlő elektronika és a hűtőtelep.

## A gyorsító főbb jellemzői
A gyorsító egy szinkrotron, mely kör alakú pályán gyorsítja fel a részecskéket a fénysebesség közelébe. A részecskék a kerület mentén több csomagban keringenek, a gyorsító ezeket a részecskecsomagokat több óráig keringeti mindkét irányban két olyan csőben, amelyben nagy vákuum van. Az ilyen gyorsítót – amelyben hosszú ideig keringenek a részecskék – nevezzük tárológyűrűnek (storage ring). A gyorsító kerületén négy nagy detektor található, azok középpontjában a részecskenyalábok pályáját keresztezik, lehetővé téve a részecskék ütközését. Kétféle ütközést hoznak létre: egyikben protont ütköztetnek protonnal, protononként 7 TeV energiával (azaz az ütközés során 14 TeV energia szabadul fel), másikban ólomatommagot ólomatommaggal 1312 TeV energiával. A felgyorsított protonoknak akkora mozgási energiájuk lesz, mint egy repülő szúnyogé, csak sokkalta kisebb tömegen. A teljes kerület mentén – folytonos nyaláb helyett – 2835 protoncsomag fog keringeni mindkét irányban, egyenként nagyjából 1011 darab protonnal, és teljes üzemben 25 ns-onként fogják egymást keresztezni a nyalábok: ilyenkor várható ütközés.
Az LHC egyedülálló mérnöki kihívást jelentett egyedülálló biztonsági előírásokkal. Üzemelése alatt a mágnesekben tárolt összes energia 10 GJ, a nyalábok összenergiája pedig 725 MJ. A nyalábenergia jellemzésére álljon itt két adat. Ha nyalábnak csak egy egész kicsi része a falnak ütközne, akkor megszűnne a szupravezetés a mágnesekben, tehát a nyalábvezető mágnesek szabályozásának nagyon fontos szerepe van. Amikor pedig pár órai keringés után a nyalábot kivezetik a gyorsítóból, annak energiája egész jelentős robbanással ér fel.
A proton energiája összefügg a sebességével. A táblázatban jól látható, hogy a feszültséglökések hatására elsősorban az energia növekszik, a sebesség GeV felett már alig, fénysebességhez közelít.
| Energia | Sebesség mint a fénysebesség törtrésze |
| ------- | -------------------------------------- |
| 1eV     | 0,00005                                |
| 1 MeV   | 0,046                                  |
| 1 GeV   | 0,876                                  |
| 1 TeV   | 0,99999956                             |
| 7 TeV   | 0,999999991 (LHC)                      |

## Az LHC mint ionütköztető
Az LHC fizikai programja főként a proton–proton ütközéseken alapul. Rövidebb időre azonban – tipikusan évente egy hónapban – nehézion-ütközések is szerepelnek a programban. Bár könnyebb elemekkel is dolgoznak majd, az alapterv az ólomionokkal (Pb) dolgozik. Ez lehetővé teszi majd a jelenleg a relativisztikus nehézion ütköztetőnél (Relativistic Heavy Ion Collider, RHIC, BNL) folyamatban lévő program továbbfejlesztését.

## Detektorok

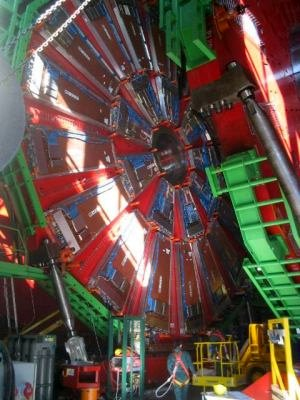
Az LHC CMS detektorának építése

A részecskegyorsító kerületén 4 nagy részecskedetektor helyezkedik el. Két nagyobb általános célú detektor a CMS és az ATLAS. A másik kettő, az LHCb és az ALICE kisebb és speciálisabb feladatot lát el. Magyarország legnagyobb létszámmal a CMS kísérletben vesz részt, de az ALICE-ban, az ATLAS-ban valamint az LHCb-ben is vesznek részt magyarok. (A magyar részvételről egyelőre a CERN szócikkben olvashatunk. A magyar Wikipédiában a legrészletesebb leírás az ATLAS-kísérletről, több hasznos ábra a CMS szócikkben található.)

## Számítástechnikai háttér
Évente körülbelül 10-15 petabyte adat tárolására lesz szükség: ezek azok az adatok, amelyeket az LHC detektorok programja „érdekesnek talál”.
Várhatóan átlagosan minden tízbilliomodik (1013) érdekes eseményben fog Higgs-részecske keletkezni.
A nagy mennyiségű adat tárolására és feldolgozására a CERN fejleszti a Grid saját változatát, amely LCG (LHC Computing Grid) névre hallgat, és az adatok több helyen történő tárolását és elemzését szolgálja. A Központi Fizikai Kutató Intézete (KFKI RMKI) 2002 óta rajta van az LCG‑n. A Grid tulajdonképpen egy csomó összekapcsolt számítógép, melyeknek a processzoridejét a Grid rendszer közel optimálisan használja ki, ezzel sokkal gyorsabb számítást téve lehetővé, mint ha a gépek külön-külön dolgoznának.

## Aggodalmak
Az LHC használatának ellenzői azzal érvelnek, hogy bizonyos elméletek szerint a meginduló kísérletek során kis méretű fekete lyuk keletkezhet, amely azután elnyeli az egész Földet. A bizonytalanság világméretű félelmet keltett (Indiában például egy időben százszorosára nőtt a templomok látogatóinak száma). Az Emberi Jogok Európai Bírósága nem állíttatta le az LHC-t, mert fenntartotta a lehetőséget a veszélytelenség bizonyítására. A részecskefizikusok többsége szerint azonban csak olyan kicsi fekete lyukak jönnek majd létre, amelyek azonnal „elpárolognak”.
A veszélytelenség legerősebb "kísérleti" bizonyítéka, hogy a földet folyamatosan érő Kozmikus sugárzás részecskéinek energiája akár 1020eV is elérheti, ami az LHC-ben tervezett ütközések maximális energiájának több mint hétmilliószorosa, a Föld azonban mégsem pusztult még el.
2008. szeptember 15-én kiderült, hogy a berendezés számítástechnikai rendszere kívülről feltörhető, ezért a működését leállították.

## Meghibásodások
2008. szeptember 18-án a hűtőrendszer meghibásodott és emiatt leállították az LHC-t. Egy 30 tonnás elem kicserélése után másnap újraindították a 6,4 milliárd euróba került berendezést, de az egy nap alatt újra meghibásodott, és ezért két hónapra ismét leállították. Majd az újraindítást 2009 márciusára várták, majd 2009 júliusára.
A meghibásodás abban állt, hogy a szupravezető mágnesek hűtését biztosító csőrendszer elemeit a régi technológiának számító, de biztonságos bilincsek helyett egy új ragasztásos technológiával illesztették egymáshoz. Ezek nem bírták a szélsőséges hőmérsékleti körülményeket és elváltak egymástól és így mégiscsak bilincsekkel kellett rögzíteni őket. A felmelegedett rendszer néhány Kelvinre való lehűtése pedig több hónapot vesz igénybe.

## Első eredmények
A világ legerősebb ütköztetője végül is működésbe kezdett. Az ütköztető 2009 utolsó hónapjaiban nagy lépésekkel haladt előre. Az első sugárnyaláb november 20-án járta körül az ütköztető teljes pályáját, előbb lassan, de gyorsan felgyorsult, délután 13:03-ra már 100 000 fordulatot tett meg, 13:07-kor 10 millió fordulatot. A második, ellenirányú sugárnyaláb 14:12-kor indult és 14:52-re érte el első fordulatát, de 15:27-re már 100 000 fordulatot tett meg.
Az első ütköztetést 23-án dél felé figyelték meg a négy detektorban. November 24-én 540 GeV energiára, majd 29-én rekord 1180 GeV energiára gyorsították fel a részecskenyalábok protonjait. November 30-ra mindkét protonnyaláb protonjai elérték az 1,18 TeV energiát, december 14-én pedig 2,36 TeV energiával 50 000 ütköztetést figyeltek meg.
A friss történések a CERN blogjában magyarul is nyomon követhetőek.